# کلودیا پوچ
کلودیا پوچ (انگلیسی: Claudia Puig؛ زادهٔ ۱۰ سپتامبر ۱۹۵۶) منقد فیلم است. وی از سال ۱۹۸۶ میلادی تاکنون مشغول فعالیت بوده‌است.